# Vierung

Die Vierung einer Basilika

Unter Vierung wird im Kirchenbau der Raum bezeichnet, der beim Zusammentreffen des Haupt- und Querschiffes einer Kirche entsteht.

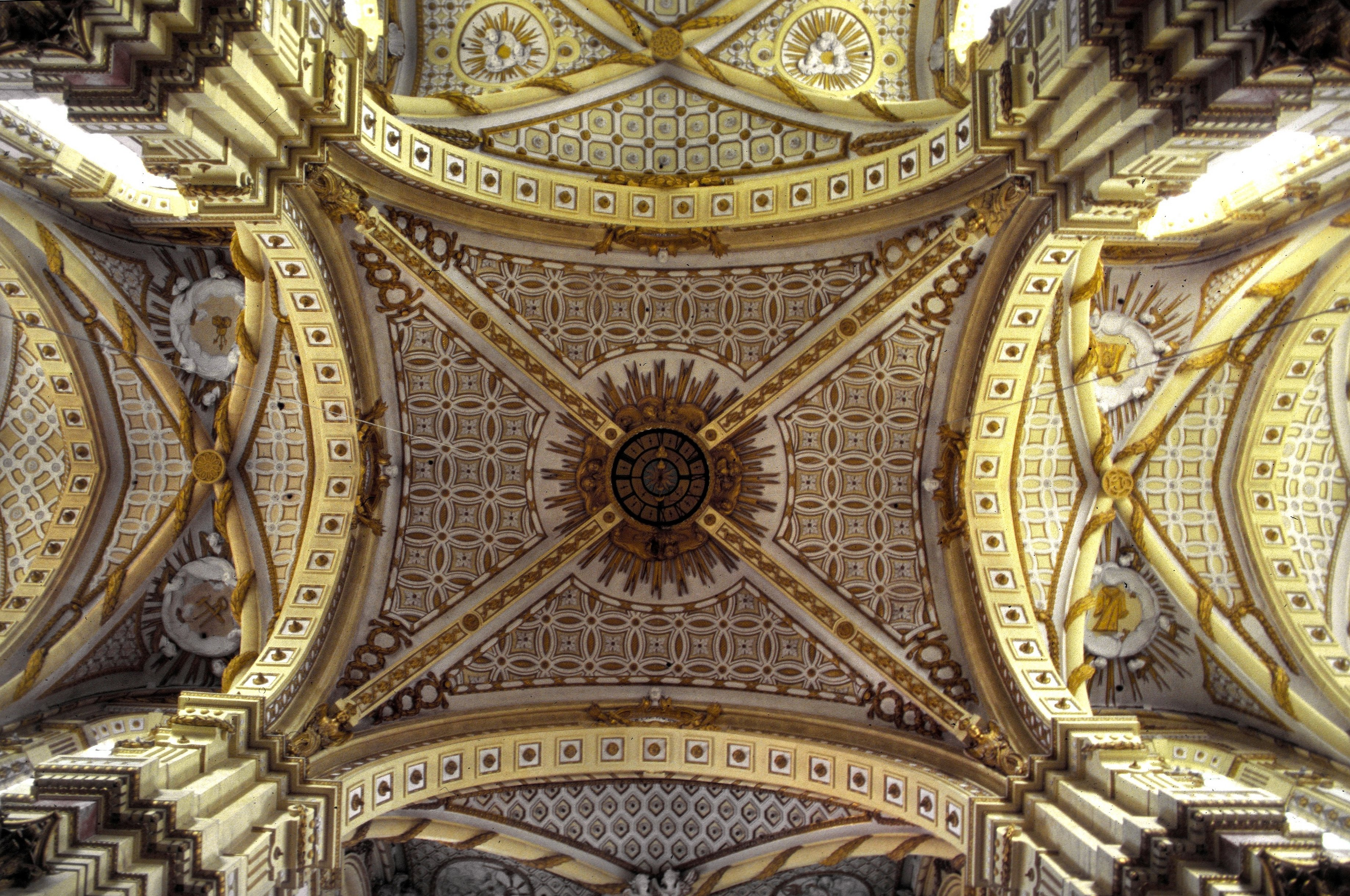
Kloster Ebrach, Franken

Die Vierung trennt in Kirchen mit kreuzförmigem Grundriss den Chor vom Langhaus. In Kirchen mit kurzem Chor kann bei Kloster-, Stifts- und Domkirchen hier das Chorgestühl untergebracht sein.
- Eine Vierung, bei der Haupt- und Querschiff gleich breit und gleich hoch sind, wird echte Vierung genannt. Als Ergebnis entsteht ein quadratischer Raum.
- Ist die Vierung bei einem quadratischen Grundriss optisch durch Vierungsbögen und Vierungspfeiler gegen Langhaus, Querhausarme und Chor abgegrenzt, so handelt es sich um eine ausgeschiedene Vierung.
- Von einer abgeschnürten Vierung wird gesprochen, wenn die beiden Seiten des Querschiffes niedriger als das Hauptschiff oder durch Mauervorsprünge teilweise abgetrennt sind.

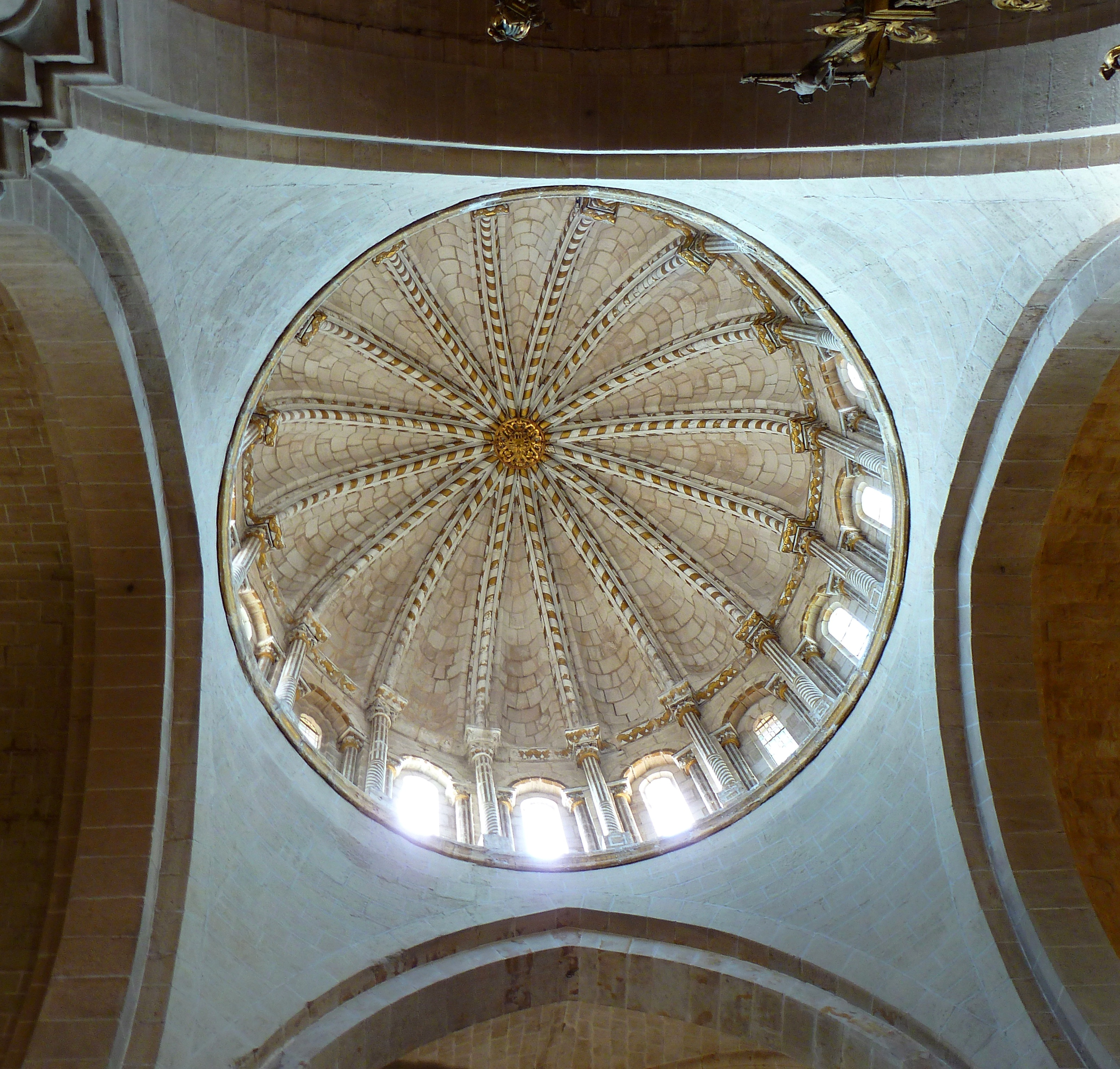
Vierung mit Laternenturm, spätromanische Kathedrale von Zamora, Spanien

Die dritte Kirche der Abtei Cluny (Cluny III, ab 1088) verfügte über zwei Querhäuser und hatte daher zwei Vierungen. Dieser Grundrisstypus verbreitete sich besonders in England (man spricht  von einem „Doppel-Querhaus-Grundriss“). Die Vierungen werden nach den Querhäusern benannt: Westquerhaus – Westvierung und Ostquerhaus – Ostvierung.

## Vierungstürme und Vierungskuppeln

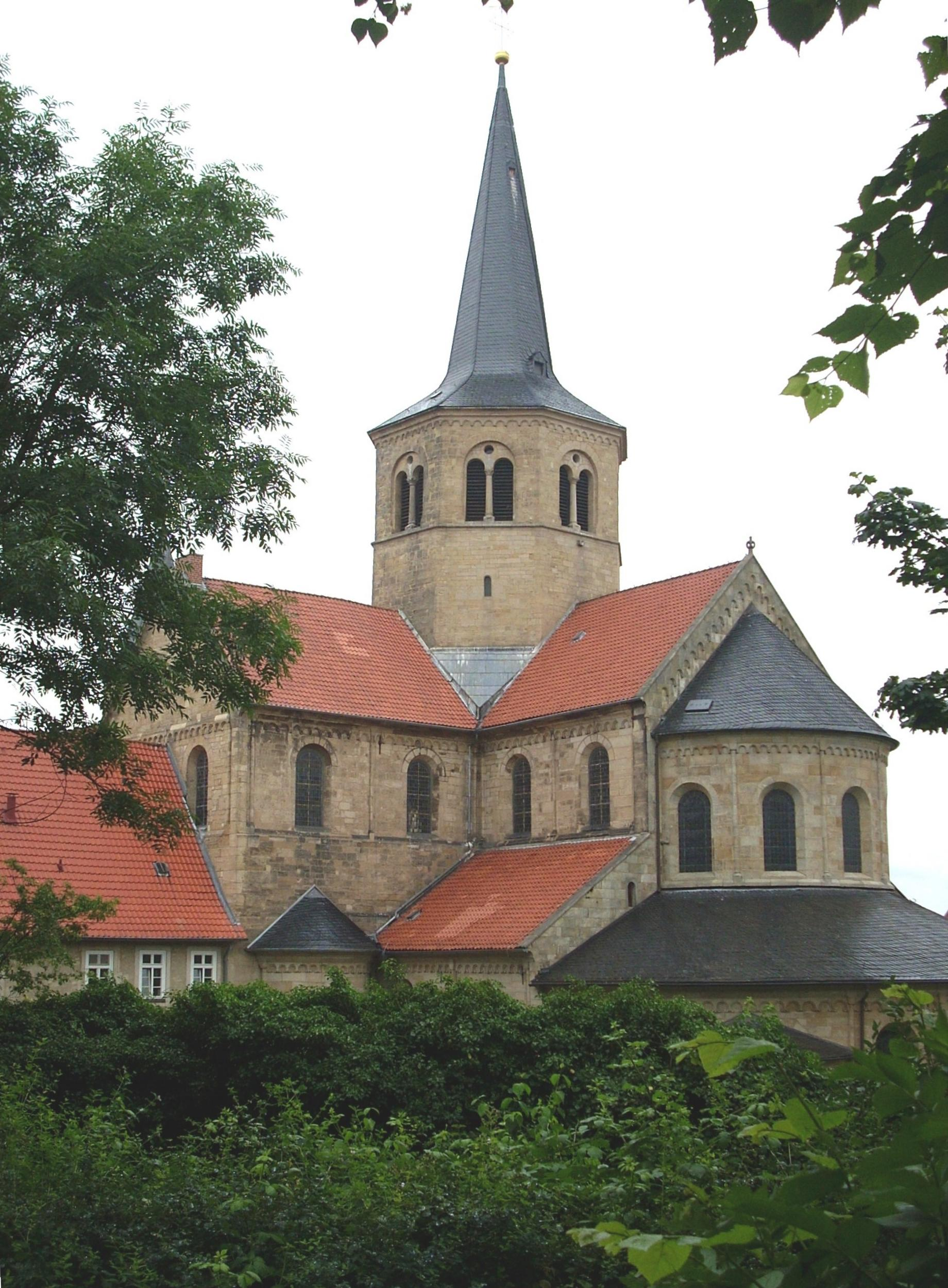
Vierungsturm, romanisch: Basilika St. Godehard, Hildesheim, Niedersachsen

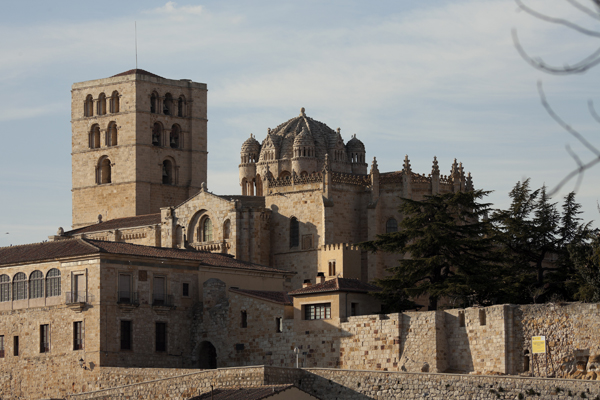
Westturm und Vierungskuppel der Kathedrale von Zamora

Der Turm, der über der Vierung (französisch croisée du transept, englisch Crossing oder Intersection) errichtet ist, wird „Vierungsturm“ genannt. Insbesondere in der Anglo-Normannischen Architektur des Mittelalters wurden häufig Vierungstürme gebaut, nicht weniger in der spanischen. Auch die Scheldegotik hat den Vierungsturm als besonderes Merkmal. Er kann entweder zum Innenraum der Kirche offen (Laternenturm) oder durch ein Vierungsgewölbe geschlossen sein. Abgesehen von den normannischen Kathedralbauten verzichtet die französische Gotik in der Regel auf den Vierungsturm (Ausnahmen: Kathedrale von Laon (12. Jahrhundert) und Kirche Notre-Dame in Dijon (13. Jahrhundert)). Die Kathedrale von Reims wurde im 13. Jahrhundert mit einem Vierungsturm errichtet, der aber nach einem Brand im Jahr 1481 nicht wiederhergestellt wurde.
In den großen Kirchenbauten der Romanik wurde die Vierung nicht selten durch einen Tambour, einen Laternenturm anderer Form oder einen „Querriegel“ (Massif barlong) besonders betont; meist erhielten diese Bauelemente ein Gewölbe, manchmal auch eine Vierungskuppel. Die Baupläne der gotischen Kathedralen sahen ebenfalls in manchen Fällen eine Kuppel vor, die allerdings nur selten ausgeführt wurde. Sehr häufig findet man bei gotischen Kirchenbauten einen Dachreiter über der Vierung.
Die Vierungskuppel wird entweder als Klosterkuppel auf einem Achteck oder als Kuppel auf einem Kreis aufgebaut. Die Überleitung aus dem Viereck des Grundrisses ins Achteck oder Rund wird durch ausgemauerte Eckzwickel, sogenannte Trompen, oder durch sphärische Dreiecke, sogenannte Pendentifs, gestaltet.

## Geschichte

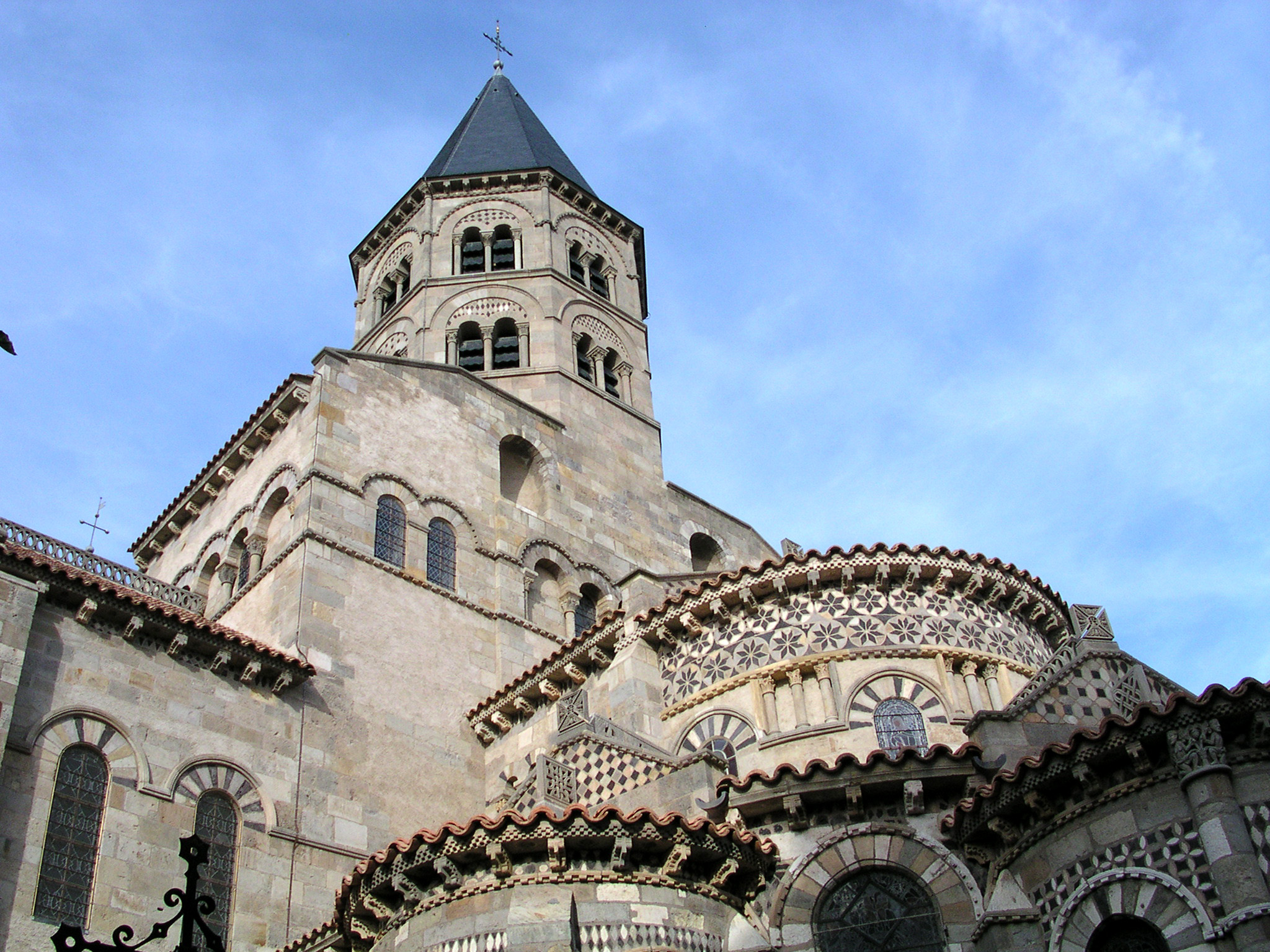
Massif barlong: Notre-D. du Port, Clermont-Ferrand, Dép. Puy-de-Dôme

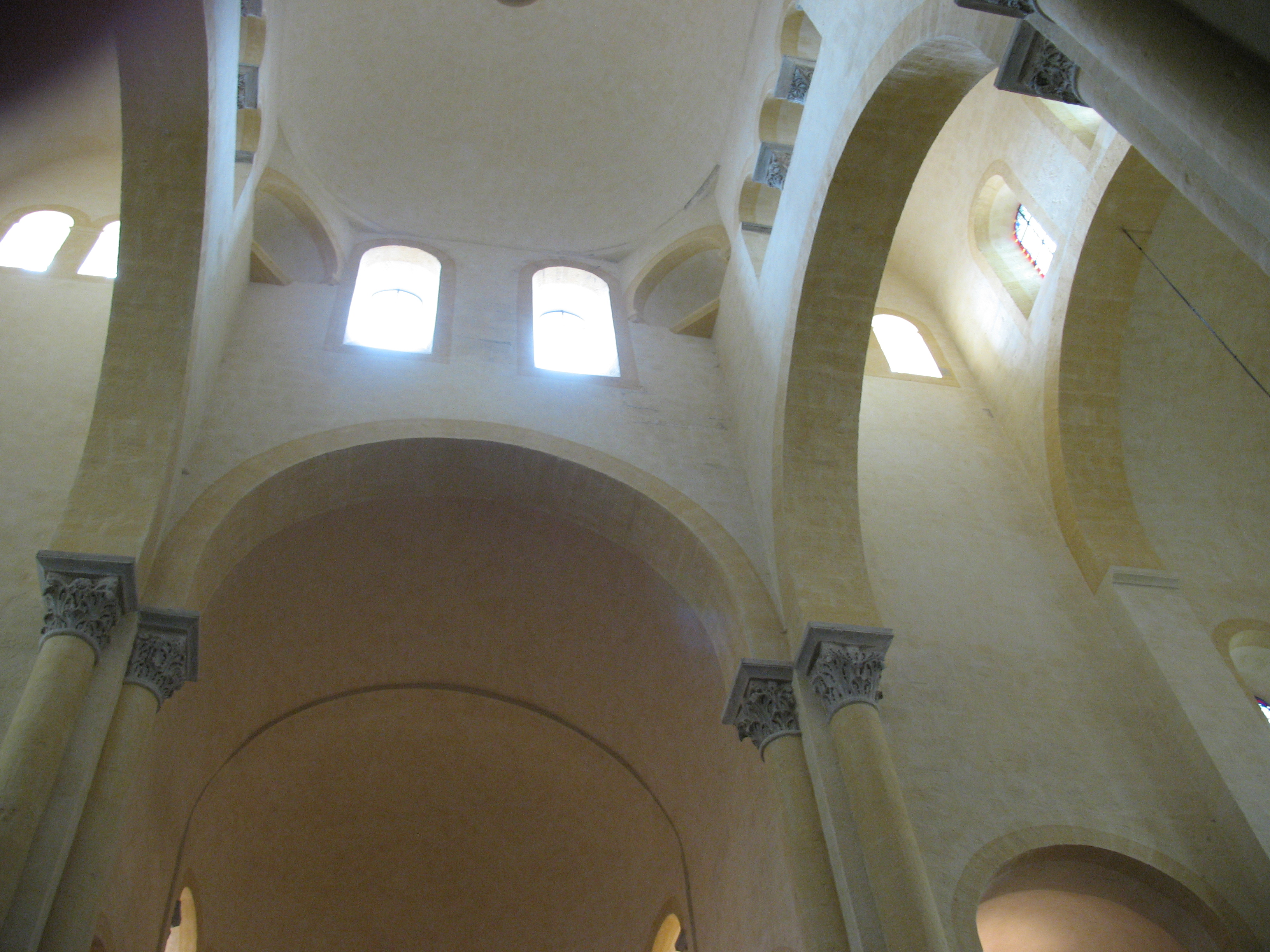
Notre-Dame du Port, Massif barlong von innen

Die frühen christlichen Basiliken haben zumeist keine Vierung (Ausnahme: Qal’at Sim’an), da bei ihnen das durchlaufende Querhaus als separater Raum vor das Langhaus gelegt ist und die Apsis unmittelbar an das Querhaus anschließt. Diese Bauweise hält sich bis in die Zeit der Ottonen. Vorformen der Vierung finden sich aber bereits in der Karolingerzeit bei den Kirchen von Germigny-des-Prés, Reichenau-Mittelzell und -Oberzell sowie auf dem St. Galler Klosterplan. In der ottonischen Baukunst ist die (restaurierte) Vierung der Stiftskirche Gernrode zu nennen. Die erste ausgeschiedene Vierung im strengen Wortsinn findet sich in St. Michael in Hildesheim um 1020. Auf ihrem quadratischen Maß baut der Grundriss der Kirche auf (siehe Quadratischer Schematismus). Sie bildet ein wesentliches Merkmal für die Definition des Übergangs von der früh- zur hochromanischen Architektur.
In der Architektur seit der Renaissance wird die Vierung meist durch eine Kuppel auf einem Tambour betont.

## Sonderformen
Eine einzigartige und charakteristische Ausgestaltung des Vierungsbereiches findet sich bei den romanischen Kirchen in der Auvergne (Frankreich). Die Vierung und anschließende Teile des Querschiffes werden mit einer querrechteckigen Aufstockung erhöht, die vom Vierungsturm gekrönt wird. Dieser Bauteil wird als auvergnatischer Block oder massif barlong bezeichnet. Teils wird im Inneren die Vierung durch herabgezogene Schwibbögen betont (Stiftskirche Notre-Dame du Port, Clermont-Ferrand, Auvergne-Rhône-Alpes). Der pyramidenförmige Aufbau des Chorbereiches mit Kapellenkranz, Apsis, Querschiff und Vierungsturm wird durch die weitere Stufe des massif barlong betont, man spricht von der auvergnatischen Pyramide.
In der Kathedrale von Ely ist die Vierung zu einem Oktogon erweitert und mit einem hölzernen Gewölbe abgeschlossen.

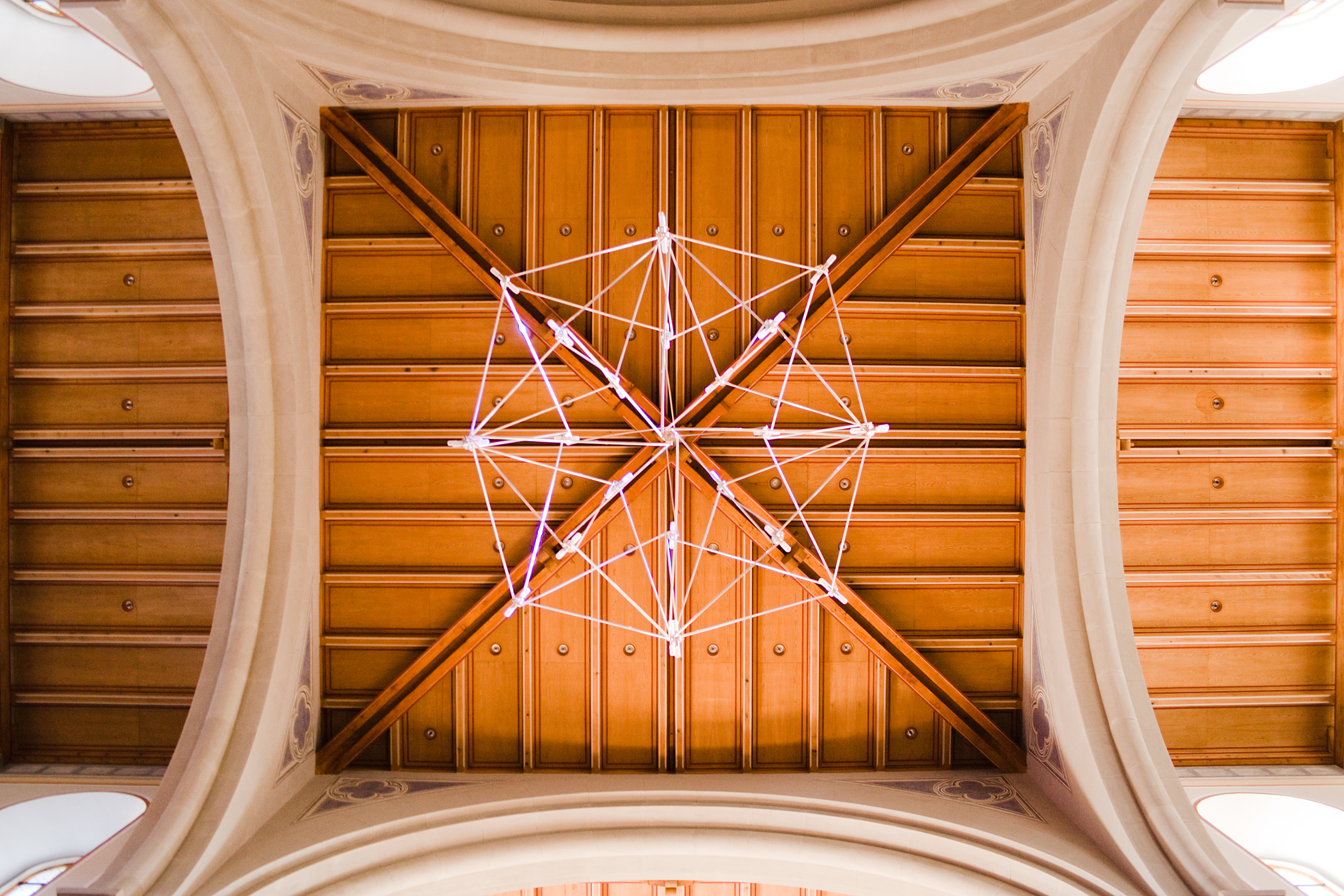
Vierung in der Decke der Stadtkirche Glarus, GL, 1863 bis 1866

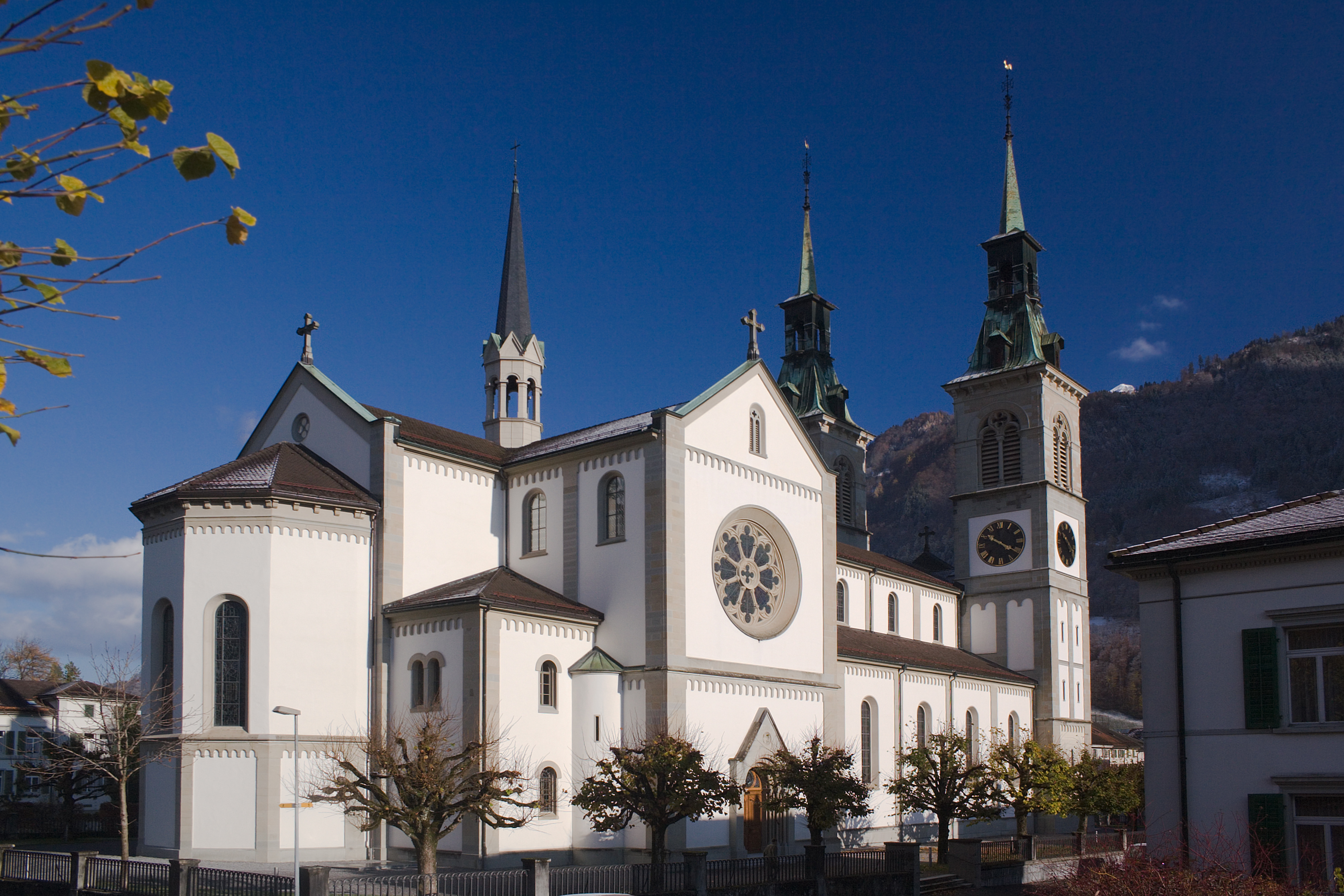
Stadtkirche Glarus, neoromanische Kreuzbasilika mit Dachreiter

## Vierungen mit Dachreiter
- Kathedrale Notre-Dame de Paris – Vierungsturm nur Dachreiter, im 18. Jh. eingestürzt, seit 1859 höher als Westtürme, 2019 verbrannt, im Anschluss nach dem Vorbild aus dem 19. Jh. wieder errichtet und am 13. Februar 2024 enthüllt.
- Vierungsturm des Kölner Domes, nur Dachreiter

## Beispiele großer Vierungstürme
- Kathedrale von Canterbury
- Kathedrale von Norwich
- Kathedrale von Salisbury
- Kathedrale von Ely
- Kathedrale von Lincoln
- Kathedrale von Rouen
- St-Sernin de Toulouse
- Mainzer Dom
- Speyerer Dom
- Wormser Dom
- Bonner Münster
- Groß St. Martin, Köln
- St. Aposteln, Köln
- Dom in Passau, mit Kuppel, nach 1662 barock umgestaltet

- Kathedrale von Tournai, mit Hauptturm mit vier Flankentürmen
- Kollegiatkirche Neuenburg in der Schweiz
- Kathedrale von Lausanne, 1190–1275, Turmspitze im 19. Jh. zweimal erneuert
- Chiaravalle Milanese, eigentlich der Zisterzienserregel widersprechend
- San Gaudenzio, Novara, Piemont, nach 1849 bis 1878, mit Kuppel, Spitze 121 m hoch

- Kathedrale von Teruel, Kirche ab 1171, Ausbau 2. H. 13. Jh., Vierungsturm 1537, Mudéjar-Plateresk
- Kathedrale von Burgos, erster Vierungsturm 15. Jh. von Johannes von Köln (* 1410), 1539 im Sturm eingestürzt, heutiger Vierungsturm 1567 fertiggestellt, mit verglastem Deckengewölbe
- St. Patrick’s Cathedral (Melbourne)

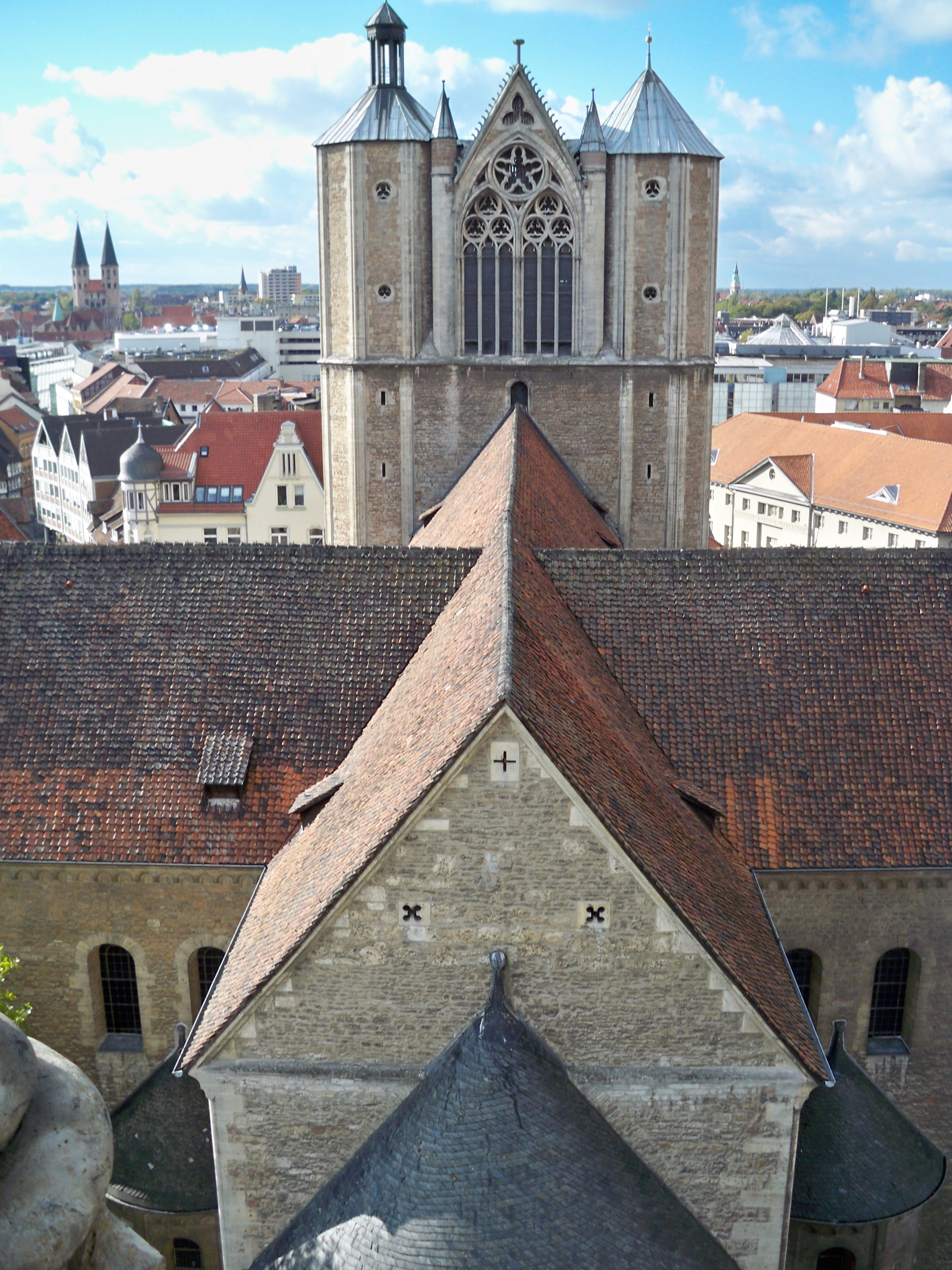
Braunschweiger Dom, Niedersachsen, Vierung ohne Turm